# Malem Hodar (Département)

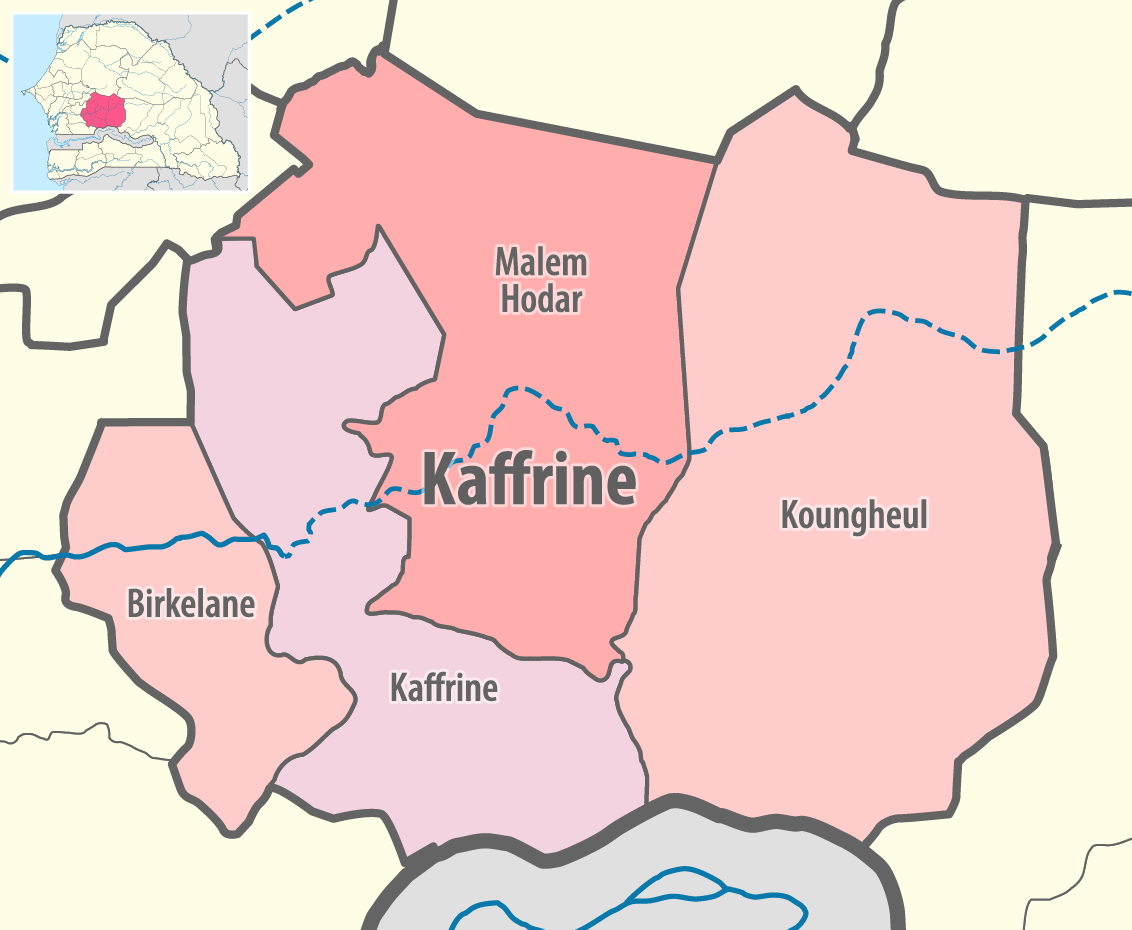
Département Malem Hodar in der Region Kaffrine

Das Département Malem Hodar ist eines von 45 Départements, in die der Senegal, und eines von vier Départements, in die die Region Kaffrine gegliedert ist. Es liegt im zentralen Senegal mit der Hauptstadt Malem Hodar.
Das Département hat eine Fläche von 3106 km² und gliedert sich wie folgt in Arrondissements, Kommunen (Communes) und Landgemeinden (Communautés rurales):
| Commune / Arrondissement | Communauté rurale   | Einwohner 2013 |
| Malem Hodar              | —                   | 7.879          |
| Darou Minam 2            | Darou Minam 2       | 14.866         |
| Darou Minam 2            | Ndioum Ngainth      | 8.087          |
| Darou Minam 2            | Khelcom             | 1.665          |
| Darou Minam 2            | Ndiobene Samba Lamo | 5.418          |
| Sagna                    | Dianké Souf         | 19.036         |
| Sagna                    | Sagna               | 37.712         |
| Département              | —                   | 94.662         |